# パーク・ア・スカーレッツ
パーク・ア・スカーレッツ（Parc y Scarlets、ウェールズ語の発音： [ˈpark ə ˈskarlɛts]）は、ウェールズのカーマーゼンシャー州ラネリにあるラグビーユニオンのスタジアム。プロクラブのスカーレッツと、地域クラブのラネリRFCの本拠地である。

## 歴史
約130年間ラネリRFCの本拠地として使われたストラディ・パークが老朽化したことに伴い、新設。2006年春に建設が開始された。
2008年5月20日に、スタジアムの名称「パーク・ア・スカーレッツ」が発表された。
2008年11月15日、プリンシパリティ・プレミアシップの ラネリRFCとカーディフRFCが対戦。同年11月28日には、ケルティック・リーグ（現・ユナイテッド・ラグビー・チャンピオンシップ）の スカーレッツとマンスター・ラグビーが対戦した。
2009年1月31日、公式開会式としてスカーレッツとバーバリアンズの試合が行われた。

## 施設概要
クラブショップ、博物館、スポーツバーなどを併設。
メインスタンドへの通路は「レイ・グラヴェル 伝説の歩道（Ray Gravell Legends Walkway）」と名付けられ、ウェールズ代表としてプレーしたラネリRFCとスカーレッツの各選手の名前が刻まれたレンガで舗装されている。スタジアムの外には、レイ・グラヴェル（Ray Gravell）の像が建てられている。